# 分散式檔案系統 (Microsoft)
分散式檔案系統（英語：Distributed File System，縮寫為DFS），一種由微軟公司開發的分散式檔案系統，使用於Microsoft Windows伺服器。它是一套客戶端與伺服器端的軟體，可以將散布在不同機器上的SMB檔案連結在一起。它也被稱為MS-DFS，或MSDFS，但是與DCE分散式檔案系統（DCE/DFS）是無關的。